# Übersee (Chiemgau)
Übersee település Németországban, azon belül Bajorországban. Lakosainak száma 5122 fő (2023. december 31.). Übersee Chiemsee községgel határos.

## Népesség
A település népessége az elmúlt években az alábbi módon változott:
| Lakosok száma | 1278 | 3388 | 3741 | 3787 | 4894 | 4962 | 5026 | 5056 | 5050 | 5122 |
|               | 1875 | 1950 | 1975 | 1987 | 2012 | 2014 | 2016 | 2017 | 2021 | 2023 |